# Ракетный танк

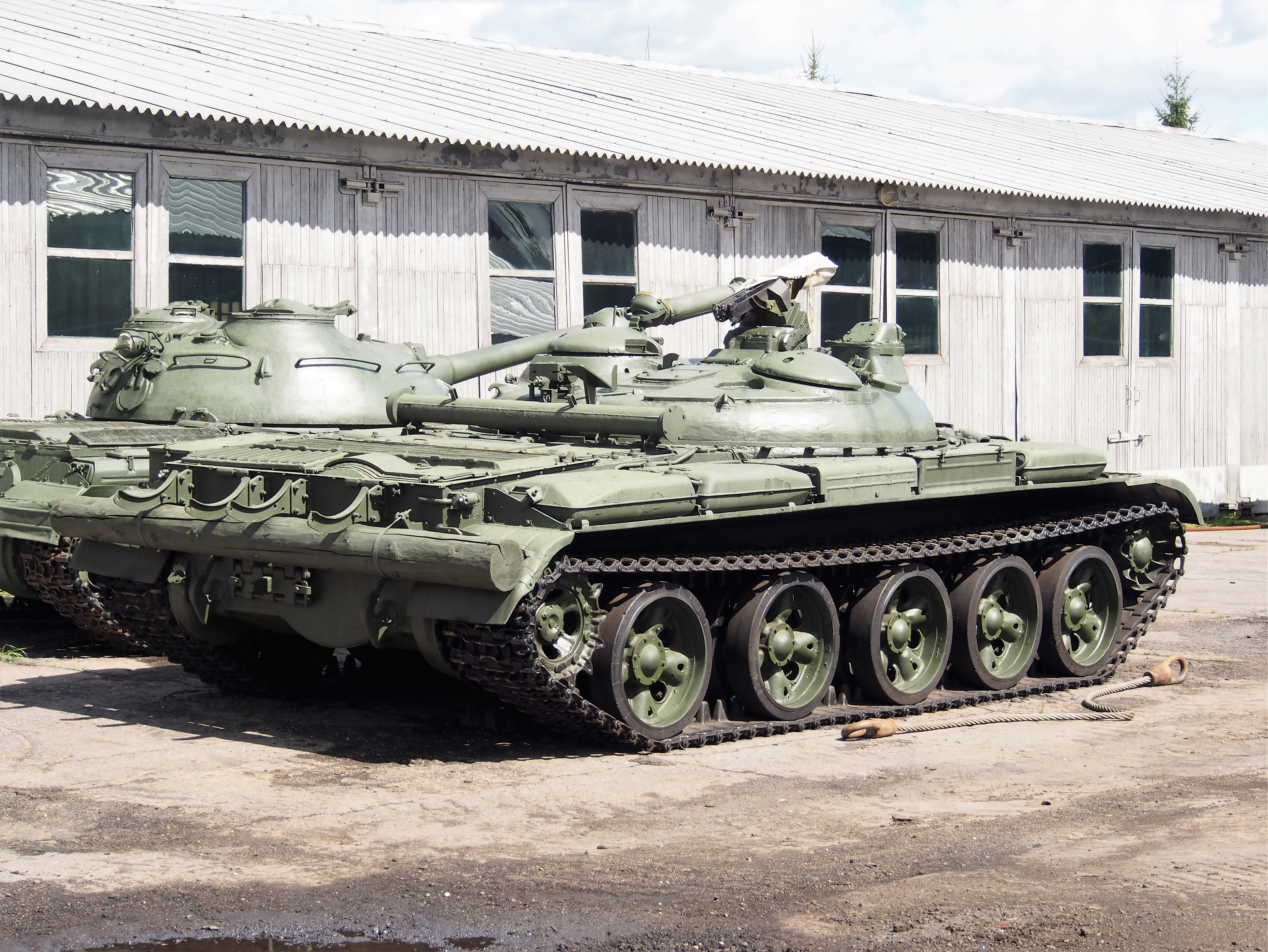
Советский серийный ракетный танк ИТ-1

Ракетный танк — тип танка, использующий только управляемые ракеты как основное вооружение, относится по классификации к виду — специальные танки (танки особого назначения). К ракетным танкам традиционно относят машины на танковой базе, сравнимые по своим характеристикам — прежде всего защищённости — с танками традиционной конструкции.

## История
В 1930-х годах Советский Союз тестировал ракетный танк РБТ-5, в которого основным вооружением являлась башенная ракетная турель, которая заряжалась двумя 250-кг неуправляемыми ракетами («Танковыми торпедами ТТ»). Несмотря на многочисленные попытки сконструировать чисто ракетный танк (с ракетным вооружением вместо пушечного), широкого распространения они не получили. 
В Советском Союзе в период пребывания Никиты Хрущёва в должности первого секретаря ЦК КПСС разрабатывалось и испытывалось несколько образцов ракетных танков на базе Т-62 и Т-64. Наиболее оптимальным получался Объект 150 — на базе Т-62, который а 1968 году был рекомендован к принятию на вооружение ВС СССР как ИТ-1 (истребитель танков) под именем «Дракон». За время серийного выпуска с 1968 по 1970 год было изготовлено 110 машин. Однако ракетным танком в строгом значении термина он не являлся, так как не имел противопехотных ракетных боевых припасов и находился в штате не танковых дивизий, а отдельных батальонов истребителей танков в составе мотострелковых дивизий. Концептуально ИТ-1 был ближе к современным самоходным ПТРК типа «Хризантема». Уже в начале 1970-х годов он был снят с вооружения. Ракетные танки — Объект 287 и Объект 775 так и остались опытными экземплярами. Дальнейшего продолжения полномасштабных работ в этом направлении не состоялось, и чисто ракетной в дальнейшем стали делать лишь более легкобронированную технику.
Также проекты ракетных танков разрабатывались в Западной Германии.
Но на некоторых танках ракетное вооружение используется в качестве дополнительного к пушечному. Практически одновременно в СССР и США созданы ракеты, способные запускаться из танковой пушки: в СССР — 9М112 «Кобра» для Т-64, в США — ПТУР «Шиллела» для танков M60A2 и M551 Шеридан. Однако ПТУР «Шиллела» не имела радикальных преимуществ по дальности перед обычными танковыми снарядами и поэтому совершенствование прицельных комплексов сделало её ненужной. Советские инженеры смогли практически вдвое увеличить дальность «танковых ракет», сделав их грозным оружием против любой современной техники. Эта система получила развитие и в дальнейшем.
Термин «ракетный танк» иногда более свободно применяется к обычным танкам, которые имеют возможность запуска противотанковых управляемых ракет как максимально дальнобойное дополнение к основной танковой пушке. Примеры таких танков — американо-немецкий прототип MBT-70, снятый с вооружения американский M551 Шеридан и французский AMX-13, а также советские, российские и украинские танки Т-64, Т-72, Т-80, Т-84 и Т-90.
Также, некоторые из танков Т-55 в настоящее время используются в армии Перу и имеют стойки с ракетами, установленные на башнях.
Польская инженерная боевая версия советского танка Т-55А была оснащена ракетами PW-LWD; вместе с тем, данный вариант нельзя рассматривать как один из актуальных экземпляров ракетного танка.